# Buddyzm w Korei – kalendarium

## Wstęp
Buddyzm do Korei docierał przez Chiny, najpierw dzięki chińskim i indyjskim misjonarzom, a później także dzięki buddystom koreańskim, którzy udawali się po nauki do Chin. Za datę wprowadzenia buddyzmu do Korei uważa się rok 372. Jednak przechowała się wiadomość, że w zaginionej historii Korei Kaerim Kogi znajdowała się informacja, iż buddyzm został wprowadzony do Korei przez morze na długo zanim był znany w Chinach. Morze najpewniej odnosi się do morza piasków północnego szlaku jedwabnego w Azji Środkowej. Wskazuje się także na podobieństwo malarstwa ściennego epoki Trzech Królestw do malarstwa odnalezionego w grotach Dunhuangu.

## Kalendarium
- 372. Poselstwo chińskie z mnichem Shundao 順道 (kor. Sundo) wprowadza buddyzm do królestwa Goguryeo (na północy).

- 384. Indyjski mnich Marantara przybywa statkiem z Chin i wprowadza buddyzm do królestwa Baekje. Król Chimyu buduje na górze Namhan świątynię dla 10 mnichów.

- V w. Mnich koreański Seungnang zostaje uczniem Kumarajivy i po powrocie do kraju zakłada szkołę samnon, odpowiednik chińskiej szkoły sanlun (szkoła Trzech Traktatów czyli mādhyamika).

- V w. Koreański mnich Chigwang zakłada odpowiednik szkoły jushe (sans. sarvāstivādin abhidharma), w brzmieniu koreańskim kusa.

- V w. Mnich (chiński?) Ado wprowadza do królestwa Silla buddyzm i zakłada pierwsze świątynie. Jednak w przeciwieństwie do Goguryeo i Baekje buddyzm przyjmowany jest tu z oporami i konserwatyzm ludzi doprowadza do męczeńskich śmierci mnichów (np. Ichadona, kor. 이차돈, w 528 r.)

- V/VI w. Mnich Seondeok zakłada w Goguryeo szkołę nirvāny – yeolbanjong.

- VI w. Mnich Woncheuk tłumaczy sutry buddyjskie na język koreański.

- 526. Mnich z Baekje powraca z Indii i zakłada szkołę vinayi w tym królestwie.

- 538. Król Silli wysyła do Japonii poselstwo ze statuą Buddy, sztandary z buddyjskimi napisami, baldachimy i księgi ze świętymi tekstami. W liście do cesarza wychwala Dharmę Buddy.

- 564. Do państwa Silla sprowadzono 1700 buddyjskich ksiąg z Chin, co staje się podstawą rozległych studiów religijnych.

- 527. Buddyzm staje się oficjalną religią królestwa Silli.

- 562–613. Mnich z Goguryeo P'ayak, uczeń Zhiyi wprowadza nauki szkoły tiantai, nazwanej w Goguryeo cheontaejong.

- 606–686. Mnich Jajang zakłada szkołę kyeyul (vinaya), która później, za czasów Goryeo, będzie nosić nazwę namsanjong.

- ok. 632–646. Mnich Beomnang, uczeń Daoxina, wprowadza nauki chan zong, po koreańsku sŏn chong.

- 617–686. Wonhyo, który wywarł wpływ na cały późniejszy buddyzm koreański, zakłada szkołę Beopseong (natury Dharmy) zwaną później w Goryeo jungdojong.

- 625–702. Uisang zakłada odpowiednik chińskiej szkoły huayan, zwanej najpierw po koreańsku wonyungjong, a później w okresie Goryeo – hwaeomjong.

- 668–935. Zjednoczenie Trzech Królestw przez Sillę.

- 740. Jinpyo wprowadza odpowiednik chińskiej szkoły faxiang (sans. yogācāra) – beopsangjong, zwanej w okresie Goryeo jaeunjong. Buduje także kilka ważnych klasztorów.

- 818. Toeui zakłada szkołę seon kaji

- 826/8. Hongcheok zakłada szkołę seon silsang

- 837. Hyeonuk zakłada szkołę seon pongnim

- 839. Jeogin Hyecheoeol zakłada szkołę seon tongni

- 846. T'onghyo Peomil zakłada szkołę seon sagul

- 847. Toyun zakłada szkołę seon saja

- ok. 850. Jiseon Toheon z linii przekazu Beomnanga zakłada szkołę seon heuiyang.

- 845. Muyeom zakłada szkołę seon seongju

- 911. Chincheol Ieom zakłada szkołę seon sumi

- X w. Gyunyeo – poeta religijny.

- 935–1392. Powstanie dynastii Goryeo. Patronat nad buddyzmem ze strony władz, złoty okres buddyzmu, kultury i sztuki Korei.

- 1055–1101. Uicheon – reformator buddyzmu zakłada szkołę cheontae, odpowiednika chińskiej tiantai zong.

- 1158–1210. Pojo Ji'nul – jeden z mistrzów seon, próba syntezy nauk szkół scholastycznych i seon.

- 1251. Ukończenie 2 wyd. Tripitaki na 81,258 drewnianych tablicach zapisanych na obu stronach. Do dziś przechowywana w klasztorze Haeinsa

- 1301–1382. Taego Pou – mistrz seon, wprowadza do Korei nauki chińskiej szkoły chan linji oraz jednoczy dziewięć szkół seon w jedną nazwaną jogyejong

- 1317–1405. Muhak Jacho – mistrz sŏn, jeden z mistrzów w historii Korei.

- 1392–1910. Okres panowania dynastii Yi, która utworzyła królestwo Joseon. Polityka represji wobec buddyzmu i wspierania neokonfucjanizmu.

- 1520–1604. Cheongheo Hyujeong (Seosan Taesa) – największy mistrz seon dynastii Yi. Walka z inwazją japońską. Ożywienie buddyzmu.

- 1592–1598. Inwazja japońska. Z małymi wyjątkami, prawie wszystkie buddyjskie świątynie zostają zniszczone.

- 1849–1912. Gyeongheo Seongu – ożywia koreański seon po okresie represji.

- 1878–1946. Mangong Weolmyeon – przywódca buddyjskiego ruchu oporu przeciw Japończykom i mistrz seon

- 1890–1961. Kobong Hyeonuk – jeden z mistrzów współczesnego seon

- 1902. Ustanowienie 16 głównych klasztorów, które zarządzają podległymi im świątyniami i klasztorami w Korei.

- 1904. Oddanie zarządzania buddyzmem w ręce buddystów

- 1911–1945. Okupacja Korei przez Japonię. Próby osłabienia buddyzmu koreańskiego jako podstawy nacjonalizmu narodu koreańskiego.

- 1935. W obliczu zagrożenia japońskiego łączą się seonjong i gyojong (szkoły doktrynalne, scholastyczne) w jedną szkołę jogyejong. Nowym głównym klasztorem staje się Świątynia Jogye.

- 1950–1957. Reforma szkoły Jogye; odrzucenie wpływów i elementów praktyki japońskiej

- 1967–1972. Mistrz seon Seungsan ożywia buddyzm w koreańskich środowiskach Japonii i Hongkongu.

- 1972. Mistrz seon Seungsan wprowadza koreański seon do USA

- 1972. Mistrz seon Kusan Suryeon przybywa do USA i naucza seon

- 1978. Mistrz seon Sŭngsan wprowadza koreański seon do Polski. Powstaje Stowarzyszenie Buddyjskie Zen Chogye.

- 1983. Szkoła mistrza seon Seungsana przekształca się w Szkołę Seon Gwaneum. Powstaje pierwszy koreański klasztor w USA, klasztor seon Diamentowego Wzgórza.